# Spodnje Jarše, Domžale
Spodnje Jarše este o localitate din comuna Domžale, Slovenia, cu o populație de 347 de locuitori.